# 9494 Donici
9494 Donici è un asteroide della fascia principale. Scoperto nel 1971, presenta un'orbita caratterizzata da un semiasse maggiore pari a 2,1936620 UA e da un'eccentricità di 0,0842409, inclinata di 3,77404° rispetto all'eclittica.